# Colorina
Colorina (lombardul: Culurina) település Olaszországban, Sondrio megyében. Lakosainak száma 1372 fő (2023. január 1.). Colorina Berbenno di Valtellina, Buglio in Monte, Forcola és Fusine községekkel határos.

## Népesség
A település népességének változása:
| Lakosok száma | 1408 | 1423 | 1372 |
|               | 2017 | 2018 | 2023 |